# Dérives (bande dessinée)
Pour les articles homonymes, voir Dérive.
Dérives est un album de bande dessinée publié en 1991 aux éditions Delcourt. Il s'agit d'une série de six nouvelles scénarisées par plusieurs auteurs. Toutes les histoires sont illustrées par Andreas, dans des styles différents. Les histoires font de 4 à 9 pages.
- Scénario : Collectif
- Dessins et couleurs Andreas

## Table des matières
1. Touriste, scénario par Claus Scholz.
2. Chat, scénario par Gérard Goffaux.
3. Extinction, scénario par Philippe Foerster.
4. Crépuscule, scénario par Frédéric Bézian.
5. Voyageur, scénario par Antonio Cossu.
6. Puzzle, scénario par Yann.

## Publication

### Éditeurs
- Delcourt (Collection Conquistador) : première édition  (ISBN 2-906187-63-1) (1991).